# 도둑 (캐릭터 클래스)

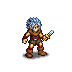
웨스노스 전쟁 컴퓨터 게임에서 가져온 도둑.

도둑, 도적, 닌자, 불한당, 또는 악당은 던전 & 드래곤, 파이널 판타지, 월드 오브 워크래프트와 많은 MMORPG를 포함한 많은 롤플레잉 게임에서 볼 수 있는 캐릭터 클래스이다. 도둑은 일반적으로 함정을 해제하고, 자물쇠를 따고, 적을 염탐하고, 적의 탐지를 피하고, 숨어서 뒤치기를 수행할 수 있는 은밀하고 기민하거나 빠른 캐릭터이다.
도둑은 일반적으로 민첩한 근접 또는 원거리 전투원이며 피해를 견디기보다는 공격을 피하는 데 집중하는 경향이 있다. 그들은 종종 쌍수 단검이나 다른 작은 한손 및 은폐 가능한 무기로 공격하며, 순수한 피해량보다는 속도와 빠른 타격에 의존한다. 도둑은 일반적으로 소집단이나 길드에서 일한다. 도둑은 일반적으로 은신 능력이 있어 시야에서 사라지게 하며, 종종 이를 인지하지 못하거나 측면에 있는 적을 공격하여 높은 피해를 입히는 것과 결합된다. 도둑은 어느 도덕적 정렬 (선, 중립 또는 악)에나 속할 수 있지만, 일반적으로 게임 디자인에 따라 혼돈 또는 적어도 비질서적 (즉, 혼돈 또는 중립) 윤리적 정렬을 유지하도록 요구되거나 압력을 받는다. 그들의 행동이 그들을 질서적으로 만들거나 질서에 가까우면 클래스 고유 능력의 감소 또는 손실을 포함한 압력을 준다.
도둑은 일반적으로 이동하기 쉽고 조용한 가벼운 갑옷, 가죽 등으로 제한된다. 도둑은 일반적으로 마법을 배울 수 없지만 일부 게임에서는 두루마리나 마법 아이템을 쓸 수 있다. 두 선택지 모두 쓸 수 없으면 기술 가젯이 쓰인다. 대부분의 판타지 환경에서 더 작고 민첩한 판타지 종족 (예: 엘프, 노움, 호빗)은 도둑 클래스에 특히 적합하다.

## 던전 & 드래곤
롤플레잉 게임의 전형인 도둑은 던전 & 드래곤을 통해 인기를 얻었지만, 던전 & 드래곤 게임의 "도둑"은 게임 3판에서 "악당"으로 이름을 바꿔, 현재 판본에서는 하위클래스 선택지로 "도둑"이 포함된 모든 고도로 숙련된 캐릭터로 클래스를 확장했다. 모든 판본의 악당은 특히 적의 뒤에서 "몰래 공격"하여 많은 피해를 줄 수 있다.

## 같이 보기
- 파이널 판타지 캐릭터 클래스
- 에버퀘스트#클래스
- 암살자 (캐릭터 클래스)
- 음유시인 (캐릭터 클래스)
- 로그 (비디오 게임)

## 참고 도서
- Duranske, Benjamin T. (2008). 《Virtual Law: Navigating the Legal Landscape of Virtual Worlds》. American Bar Association. ISBN 978-1-60-442009-8.
- Tresca, Michael J. (2011). 《The Evolution of Fantasy Role-Playing Games》. Jefferson, N.C.: McFarland. 41–42쪽. ISBN 978-0-78-645895-0.